# 呂欣潔
呂欣潔（1983年7月24日—），台灣政治人物，社會民主黨黨籍，曾任民進黨立委蘇巧慧國會辦公室副主任 ，婚姻平權大平台總召，彩虹平權大平台執行長，現任國際立即行動亞洲區方案主任。呂欣潔出生於台灣台北市，畢業於國立台灣大學社會工作學系，2012年取得澳洲雪梨大學政策研究碩士學位，曾任台灣同志諮詢熱線協會的文宣部主任，參與推動台灣同志運動，曾代表社會民主黨參選2016年中華民國立法委員選舉臺北市第七選舉區落選。

## 個人生活

### 家庭背景
呂欣潔父親來自台中市豐原區、母親來自雲林縣斗六市，手足一兄一妹。呂欣潔的妹妹呂欣宜，出生時即罹患「側畸症合併複雜先天性心臟病，內臟反位合併肺動脈狹窄、全靜脈回流異常、兩側右心房症／無脾症、單一心房、單一心室症、大動脈轉位合併右心室雙出口、房室瓣閉鎖不全、完全性心內膜墊缺損」的複雜病症，於2013年病逝，母親張瑛娟為照顧重病的呂欣宜而辭去工作，並在呂欣宜過世後將全家人照顧記錄在部落格「愛在生命的缺口」，並出版書籍「愛在生命的缺口，行向圓滿之旅」

### 早年生涯
呂欣潔畢業自民權國小、介壽國中、北一女中。她大學先就讀中大法文系，一年後休學重考進入台大社工系，於2007年畢業。畢業後，擔任中央研究院社會學研究所研究助理，2008年離職。2011年，呂欣潔前往澳洲雪梨大學，於2012年取得政策研究碩士。

### 婚姻
為了響應2015年6月17日台北市政府民政局開放「同性伴侶關係」註記和推廣同性婚姻合法化，呂欣潔23日和當時伴侶陳凌前往戶政單位註記同性伴侶，成為開放後的第一對註記伴侶，並在信義區博愛國小廣場封街宴客；同時表示，傳統婚禮的形式辦桌結婚是要告訴大家「同志成家和一般人結婚沒有不同」，希望藉由公開宴客讓民眾知道，「同志跟大家一樣，期待能有個被法律承認的婚姻，也能在大喜之日得到眾人祝福」。到場祝賀的人士有社民黨范雲、時代力量參選人林昶佐、前國策顧問黃越綏、導演王小棣、導演柯一正以及台灣綠黨秘書長許博任等人，台北市長柯文哲送來一幅「新人新氣象」中堂表示恭喜。

## 同志運動倡議
2004年，呂欣潔進入台灣同志諮詢熱線協會擔任義工，並在2008年正式成為同志熱線的工作人員，擔任文宣部主任。呂欣潔的業務包括設置安全性行為爽歪歪網站（页面存档备份，存于）、建立親密關係小組（討論女同志親密關係）、同志親密暴力與家暴體系之合作（該服務後續促成政府與現代婦女基金會將同志納為服務對象，並促成同志伴侶暴力衝突諮詢網站「秘密說出口（页面存档备份，存于）」）、性別教育演講、對外政策發言、國際組織串連等。
2010年，呂欣潔擔任第八屆台灣同志遊行「投同志政策一票」總召集人，並負責舞台主持工作，訪問當年度彩虹大使張惠妹（古歷來·阿密特）；張惠妹向主持人呂欣潔獻吻表達支持同志。
2014年，呂欣潔代表台灣同志諮詢熱線於立法院同性婚姻公聽會表達支持立場，並偕其伴侶陳凌作為同性婚姻訴訟案當事人。2015年4月8日，該案於台北高等行政法院開庭，法官畢乃俊建議提請釋憲。

### 國際組織串連
呂欣潔在同志熱線負責國際組織串連的工作，她曾擔任華人拉拉聯盟（Chinese Lala Alliance, CLA）委員，並串連國際同志聯合會（International Gay, Lesbian, Bisexual, Transgender and Intersex Association, ILGA）。
呂欣潔在2013和2015年，分別代表台灣NGO團體參加NGO CSW（聯合國婦女地位委員會非政府組織周邊會議），各舉辦一場座談會並參與系列活動。2014年，她受国际立即行动邀請，加入LGBT國際倡議遊說團，和來自全世界五十位同志運動者，一同進入聯合國向各國大使介紹各國的同志處境。但同一時間，欣潔原本受邀於聯合國總部大樓內發表關於台灣同志運動的演說，卻因中國的抗議，無法順利發表，轉而前往歐盟分享。

## 參與政治與社會運動
2007年，呂欣潔成為民主進步黨婦女部幹事。
2015年上半年，呂欣潔以「掰掰舊政治」、「女孩戰阿伯」、「消滅國民黨、監督民進黨」為口號，代表社民黨於2015年3月25日宣布投入2016年台北市第七選區立委選戰。呂欣潔的參選口號為「青年改革，用心/新/欣選擇」，參選宣言闡述自己在該區長大、看著政治腐敗以及貧富差距漸大等情況，希望替換擔任立委多年的現任立委費鴻泰。
呂欣潔的主打政策為長期照護，曾批評國民黨草率通過《長照法》是開「政治芭樂票」。以社會福利、老人照護為專長的政大教授王增勇，也出席呂欣潔的參選記者會支持。
2015年9月4日，吕欣潔在facebook上發佈用贴纸覆蓋中華民國護照封面而成的「台湾国护照」照片，隨即遭到觀察者網撰寫，宣稱当她以此護照过境國外海关時被拦截並受到要求將護照恢復原始狀態，於是她被迫將护照恢复原样。隔天，呂欣潔在facebook上駁斥，她並未前往荷蘭，亦未被荷蘭海關攔截，報導為移花接木，「該報導做為『證據』的instagram照片明確寫著我要前往菲律賓馬尼拉」；同時也說明而她上一次前往荷蘭是在於2013年，那還是『台獨貼紙』發行之前的事，報導事實矛盾。親綠媒體提出，這是因為9月3日呂欣潔在《自由時報》發表評論抨擊連戰前往纪念中国人民抗日战争暨世界反法西斯战争胜利70周年大会而遭中國媒體抹黑。
2016年3月1日，吕欣潔擔任蘇貞昌之女民進黨立法委員蘇巧慧國會辦公室副主任；同年2月26日，呂欣潔表示，社民黨的理念與她的想法接近，她仍然會堅持推動社民黨的理念。
2016年9月3日，一群年輕人在立法院群賢樓外宣布成立團體「世代組合」，吕欣潔為世代組合創始成員之一；呂欣潔說，國家年金改革委員會召開至今，青年聲音一直受壓抑，她有許多支持年金改革的年輕軍公教朋友礙於主管或上級壓力不敢發聲，期待小英政府的帶領；呂欣潔強調，年金改革不只是軍公教或長者的事，也是全體社會的事，更是年輕人必須承擔與面對的未來。
2016年11月4日，2016工鬥連線在立法院外宣布發動第二波間歇性斷食抗議行動，抗議蔡英文政府推動刪除勞工七天國定假日。同日，呂欣潔聲援2016工鬥連線，她說，民進黨這半年來的轉變令人傻眼，民進黨不是這樣的政黨，民進黨肯定受到什麼威脅而要用這麼強硬的方式砍除勞工權利，寧願得罪千萬勞工也不願意去溝通，無視勞工與青年的抗議，反而每個月都跑去跟工商大老聚餐密會談條件，逼迫勞工最後要用絕食來阻擋一例一休法案。
2016年11月8日，立法院通過婚姻平權民法修正案一讀，該法案在立院由尤美女委員代表，民間則由呂欣潔、彭治鏐代表的台灣同志諮詢熱線偕同台灣同志家庭權益促進會（页面存档备份，存于）、婦女新知基金會與同志人權法案遊說聯盟共同推動。該法案推動為台灣同志運動史上最接近成功的一次，同時也引起反同人士的集結與抗議。

## 著作
1. 拉子性愛寶典-女同志開心玩好健康（页面存档备份，存于），出版年：2010　ISBN：976-957-01503-86
2. 櫃中荊棘--同志親密暴力VS.現行家暴網絡（页面存档备份，存于），出版年：2011　ISBN：婦研縱橫 ； 94 期 (2011 / 04 / 01) ， P35 - 44
3. 衣櫃中的傷痕：同志伴侶親密暴力現況調查初探與實務經驗分，出版年：2013　ISBN：社區發展季刊，142，202-213
4. 佳節／家結愉快（页面存档备份，存于）？十二個月的同志子女出櫃故事，出版年：2014　ISBN：978-986-90631-0-4

## 外部連結
- facebook | 呂欣潔（页面存档备份，存于）
- 呂欣潔youtube頻道（页面存档备份，存于）
- 呂欣潔官方網站
- 呂欣潔介紹｜社會民主黨